# Taika Waititi
Taika David Cohen ONZM (sinh ngày 16 tháng 8 năm 1975), thường được biết đến với nghệ danh Taika Waititi (/ˈtaɪkə waɪˈtiːti/), là một nam diễn viên, nghệ sĩ hài kiêm nhà làm phim người New Zealand. Anh từng được đề cử một giải Oscar trong phim ngắn Two Cars, One Night (2004). 

## Thời thơ ấu
Taika David Cohen sinh ra tại Raukokore tại vùng Vịnh Trù Phú ở Đảo Bắc thuộc New Zealand, và lớn lên ở Bờ Đông và Thung lũng Aro thuộc Wellington. Bố anh vừa là một nghệ sĩ và là tộc trưởng tộc Te Whānau-ā-Apanui, và phải lòng mẹ anh, Robin Cohen, khi vẫn còn là giáo viên. Waititi chia sẻ gia đình mẹ anh là gốc Do Thái ở Nga, "lai với một chút Ai Lan" với một số tổ tiên châu Âu, còn bố anh là người "chuẩn Māori mà có hơi tí Pháp nhưng ở Canada". Waititi tự nhận rằng anh là "người Do Thái ở Polynesia".
Bố mẹ anh tách ra khi anh mới chỉ có 5 tuổi, và mẹ anh là người nuôi dưỡng anh. Anh ấy theo học Cao đẳng Onslow là trường cấp hai. Anh học phim trường ở Đại học Victoria of Wellington và tốt nghiệp Bachelor of Arts năm 1997. Vì mẹ anh là người được quyền nuôi dưỡng anh, nên anh theo họ mẹ, Cohen, cho việc viết kịch bản và đạo diễn, về họ của bố anh, Waititi, nó là một động lực để anh làm nghệ thuật.

## Đời tư
Waititi kết hốt với nhà làm phim người Māori Chelsea Winstanley năm 2011. Họ có hai người con gái. Năm 2018, anh ly hôn với Chelsea và tái hôn với Rita Ora vào năm 2022.
Trong cuộc tổng tuyển cử Nghị viện New Zealand 2017, Waititi tuyên bố rằng anh ủng hộ Jacinda Ardern và Đảng Lao Động.

## Danh sách phim

### Điện ảnh
| Năm  | Phim                      | Đạo diễn | Kịch bản | Sản xuất | Chú thích |
| ---- | ------------------------- | -------- | -------- | -------- | --- |
| 2007 | Eagle vs Shark            | Có       | Có       | Không    | |
| 2010 | Boy                       | Có       | Có       | Không    | |
| 2014 | What We Do in the Shadows | Có       | Có       | Có       | Co-directed and co-written with Jemaine Clement                                                                              |
| 2016 | Hunt for the Wilderpeople | Có       | Có       | Có       | |
| 2017 | Thor: Ragnarok            | Có       | Không    | Không    | |
| 2019 | Jojo Rabbit               | Có       | Có       | Có       | Academy Award for Best Adapted Screenplay BAFTA Award for Best Adapted Screenplay Nominated – Academy Award for Best Picture |
| 2020 | Baby Done                 | Không    | Không    | Có       | |
| 2022 | Thor: Love and Thunder    | Có       | Có       | Không    | Co-written with Jennifer Kaytin Robinson                                                                                     |
| 2023 | Next Goal Wins            | Có       | Có       | Có       | Co-written with Iain Morris                                                                                                  |

#### Vai diễn
| Năm  | Phim                                                     | Vai                         | Chú thích |
| ---- | -------------------------------------------------------- | --------------------------- | --------- |
| 1999 | Scarfies                                                 | Alex                        |           |
| 2001 | Snakeskin                                                | Nelson                      |           |
| 2001 | A New Way Home                                           | Max                         | Phim ngắn |
| 2004 | Futile Attraction                                        | Waiter                      |           |
| 2005 | What We Do in the Shadows: Interviews with Some Vampires | Viago                       | Phim ngắn |
| 2007 | Eagle vs Shark                                           | Gordon                      |           |
| 2010 | Boy                                                      | Alamein                     |           |
| 2011 | Green Lantern                                            | Thomas Kalmaku              |           |
| 2013 | The Captain                                              | The Captain                 | Phim ngắn |
| 2014 | What We Do in the Shadows                                | Viago                       |           |
| 2016 | Hunt for the Wilderpeople                                | Minister                    |           |
| 2017 | Thor: Ragnarok                                           | KorgSurtur (motion-capture) |           |
| 2018 | Seven Stages to Achieve Eternal Bliss                    | Holy Storsh                 |           |
| 2018 | Shrimp                                                   | Bartender                   | Phim ngắn |
| 2019 | Avengers: Endgame                                        | Korg                        |           |
| 2019 | Jojo Rabbit                                              | Adolf Hitler                |           |
| 2021 | Free Guy                                                 | Antoine                     | Hậu kỳ    |
| 2021 | The Suicide Squad                                        | TBA                         | Hậu kỳ    |
| 2022 | Thor: Love and Thunder                                   | Korg                        |           |

### Truyền hình
| Năm       | Phim                      | Đạo diễn | Writer | Nhà sản xuất | Tập                                                                         |
| --------- | ------------------------- | -------- | ------ | ------------ | --------------------------------------------------------------------------- |
| 2007–2009 | Flight of the Conchords   | Có       | Có     | Không        | 4 tập                                                                       |
| 2011      | Super City                | Có       | Không  | Không        | 6 tập                                                                       |
| 2012      | The Inbetweeners          | Có       | Không  | Không        | 5 tập                                                                       |
| 2018–nay  | Wellington Paranormal     | Không    | Không  | Có           | Co-creator                                                                  |
| 2019–nay  | What We Do in the Shadows | Có       | Không  | Có           | 3 tập Nominated – Primetime Emmy Award for Outstanding Comedy Series (2020) |
| 2019      | The Mandalorian           | Có       | Không  | Không        | Episode: "Chapter 8: Redemption"                                            |

#### Vai diễn
| Năm  | Phim                           | Vai                                      | Chú thích                                                                                                  |
| ---- | ------------------------------ | ---------------------------------------- | --- |
| 2002 | The Strip                      | Mostin                                   | 13 tập |
| 2002 | The Tribe                      | Virtual Reality Cowboy No.1 (uncredited) | Episode: "Episode #4.24"                                                                                   |
| 2003 | Revelations                    | Ali                                      | Tập: "Mended Sole"                                                                                         |
| 2003 | Freaky                         | Cleaner                                  | Tập: "Fridge, Cleaner & Sister"                                                                            |
| 2007 | Flight of the Conchords        | Gipsy Kings fan (uncredited)             | Tập: "Drive By" Cameo; also directed                                                                       |
| 2009 | The Jaquie Brown Diaries       | Friendly Gypsy                           | Tập: "Brownward Spiral"                                                                                    |
| 2010 | Radiradirah                    | Various                                  | 8 tập |
| 2019 | What We Do in the Shadows      | Viago                                    | Tập: "The Trial"                                                                                           |
| 2019 | The Mandalorian                | IG-11                                    | Voice; 3 episodes Nominated – Primetime Emmy Award for Outstanding Character Voice-Over Performance (2020) |
| 2019 | Year of the Rabbit             | Merrick's Performer                      | Cameo |
| 2019 | Rick and Morty                 | Glootie                                  | Voice Episode: "The Old Man and the Seat"                                                                  |
| 2020 | Home Movie: The Princess Bride | Westley/The Man in Black                 | |
| 2021 | What If...?                    | Korg                                     | Voice |

## Giải thưởng và đề cử
| Giải thưởng                       | Năm  | Công tác                  | Xếp hạng                                              | Kết quả      | Xem thêm      |
| --------------------------------- | ---- | ------------------------- | ----------------------------------------------------- | ------------ | ------------- |
| Academy Awards                    | 2005 | Two Cars, One Night       | Best Live Action Short Film                           | Đề cử        | [ 34 ]        |
| Academy Awards                    | 2020 | Jojo Rabbit               | Best Picture                                          | Đề cử        | [ 35 ]        |
| Academy Awards                    | 2020 | Jojo Rabbit               | Best Adapted Screenplay                               | Đoạt giải    | [ 35 ]        |
| British Academy Film Awards       | 2020 | Jojo Rabbit               | Best Adapted Screenplay                               | Đoạt giải    | [ 36 ]        |
| Directors Guild of America Awards | 2020 | Jojo Rabbit               | Outstanding Directing – Feature Film                  | Đề cử        | [ 37 ]        |
| Golden Globe Awards               | 2020 | Jojo Rabbit               | Best Motion Picture – Musical or Comedy               | Đề cử        | [ 38 ]        |
| Grammy Awards                     | 2021 | Jojo Rabbit               | Best Compilation Soundtrack for Visual Media          | Chưa công bố | [ 39 ]        |
| Primetime Emmy Awards             | 2020 | What We Do in the Shadows | Outstanding Comedy Series                             | Đề cử        | [ 40 ] [ 41 ] |
| Primetime Emmy Awards             | 2020 | The Mandalorian           | Outstanding Character Voice-Over Performance          | Đề cử        | [ 40 ] [ 41 ] |
| Producers Guild of America Awards | 2020 | Jojo Rabbit               | Outstanding Producer of Theatrical Motion Pictures    | Đề cử        | [ 42 ]        |
| Screen Actors Guild Awards        | 2020 | Jojo Rabbit               | Outstanding Performance by a Cast in a Motion Picture | Đề cử        | [ 43 ]        |
| Writers Guild of America Awards   | 2008 | Flight of the Conchords   | Best Comedy Series                                    | Đề cử        | [ 44 ]        |
| Writers Guild of America Awards   | 2008 | Flight of the Conchords   | Best New Series                                       | Đề cử        | [ 44 ]        |
| Writers Guild of America Awards   | 2020 | Jojo Rabbit               | Best Adapted Screenplay                               | Đoạt giải    | [ 45 ]        |
| Writers Guild of America Awards   | 2020 | What We Do in the Shadows | Best New Series                                       | Đề cử        | [ 45 ]        |